# Clachaig Inn

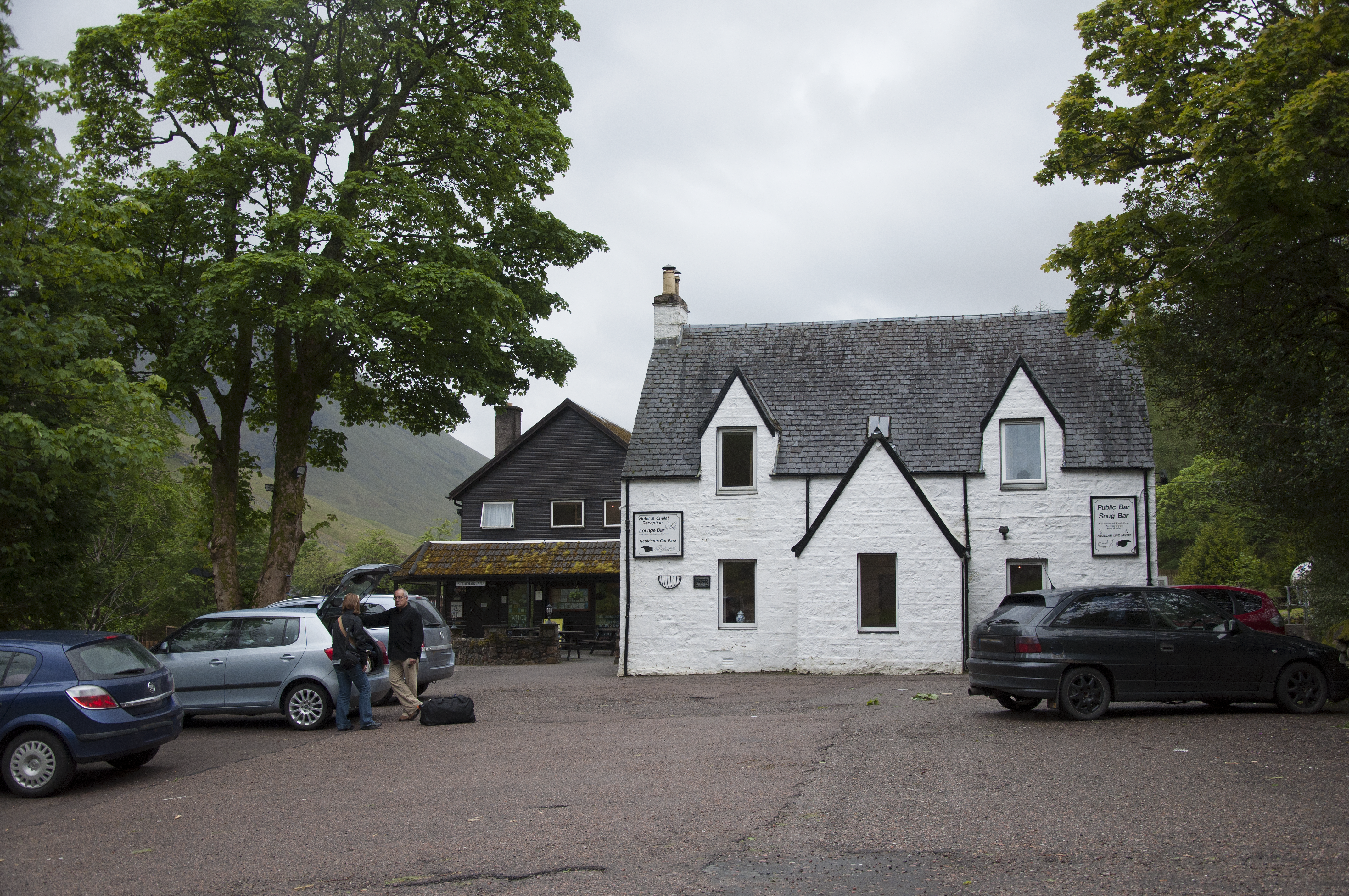
Clachaig Inn

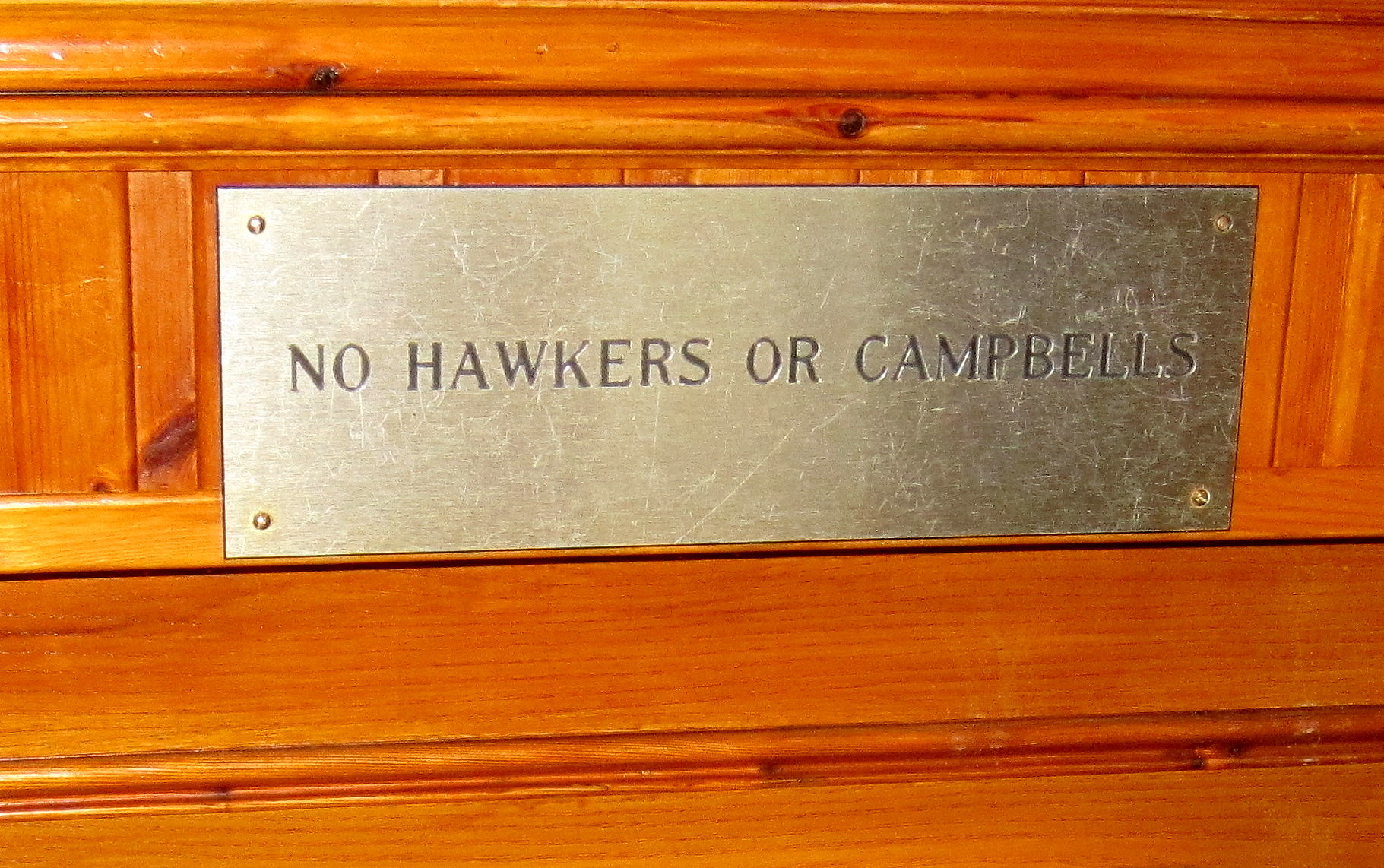
Het bord

Clachaig Inn is een 16e-eeuwse herberg, restaurant en hotel in de Schotse vallei Glen Coe, vlak bij de A82. De rivier Coe stroomt langs Clachaig Inn en de heuvel Clachaig Gully, het westelijk deel van de richel Aonach Eagach ligt net ten noorden van de herberg. Clachaig Inn ligt 3 km zuidoostelijk van het dorp Glencoe.
De herberg is populair bij bergbeklimmers en wandelaars. Clachaig Inn was ooit in het bezit van een Donald. Aan de ingang van Clachaig Inn is er nog steeds een bord dat de toegang aan leurders en een lid van de clan Campbell verbiedt (no hawkers or Campbells); een gevolg van de moordpartij die de geschiedenis inging als het bloedbad van Glencoe. Glencoe lag ten tijde van het bloedbad bij de herberg maar ligt nu verder naar het westen.